# Francesco Cascio
Pour les articles homonymes, voir Cascio.
Francesco Cascio, né à Palerme le 17 septembre 1967, est un homme politique italien.
Député national Forza Italia entre 1994 et 2001, il a été président de l'Assemblée régionale sicilienne de mai 2008 à décembre 2012.

## Biographie

### Conseiller municipal de Palerme
Diplômé en médecine et en chirurgie, spécialisé en odonto-stomatologie et prothésiste dentaire, il est également chirurgien.
A 21 ans, Francesco Cascio entre au conseil municipal de Palerme dans les rangs de la Démocratie chrétienne. De 1990 à 1993, il est adjoint à la santé puis à la construction.
Il adhère à Forza Italia lors de sa création en 1994 et en devient l'une des principales figures en Sicile.

### Député national
Il est député national pour le collège de Palermo-Settecannoli de 1994 à 2001. Il siège également à la province de Palerme dont il est conseiller pour les affaires sociales de juin 1998 à juin 2000.

### A l'Assemblée régionale sicilienne
Lors des élections régionales de 2001, il est élu à l'Assemblée régionale sicilienne. Il est nommé par le président Salvatore Cuffaro assesseur pour le tourisme le 11 juillet 2001, puis pour l'Environnement et vice-président de la Région à partir du 30 août 2004,. Après la réélection de Cuffaro en 2006, il prend la présidence du groupe parlementaire de Forza Italia.
Réélu en 2008, il est porté par 55 voix sur 90 à la présidence de l'ARS jusqu'en décembre 2012, à la suite des élections de 2012 qui le confirme au sein du parlement sicilien. Mais il est condamné en octobre 2016 par le tribunal de Palerme à deux ans et huit mois d'emprisonnement pour avoir obtenu, alors qu'il était assesseur au Tourisme, des travaux dans sa villa de Collesano en échange de l'obtention d'une aide européenne de 6 millions d'euros. Il est alors déchu de son siège régional. Il sera acquitté par la cour de cassation.

### Après l'ARS
Candidat à la députation aux élections générales de 2018, il est battu dans la circonscription uninominale de Palerme-Resuttana par le M5S Aldo Penna.
En mars 2019, il est assigné à résidence dans le cadre de l'opération Artemisia, soupçonné d'avoir soutenu une loge maçonnique secrète menée par l'ancien député régional FI Giovanni Lo Sciuto à Castelvetrano. Mais cette assignation est annulée par la cour d'appel de Palerme pour incompétence territoriale du tribunal de Trapani.
À partir de mai 2019, il est comme médecin hygiéniste de l'Azienda sanitaria provinciale (Asp) de Palerme, référent du dispensaire de Lampedusa à la place de Pietro Bartolo, élu député européen. Il est ainsi le premier à examiner les migrants nombreux qui arrivent en Europe par cette île.
Il est d'abord préféré à l'ancien recteur de l'Université de Palerme Roberto Lagalla pour mener la liste de Forza Italia à l'élection municipale de Palerme en 2022 avec le soutien de la Ligue du Nord jusqu'à ce que la droite s'accorde sur la candidature unique de Lagalla, qui emporte le scrutin.